# Местные выборы в Киевской области (2020)
Местные выборы в Киевской области 2020 — выборы депутатов Киевской областной рады, районных рад и городских рад Киевской области, проведённые 25 октября 2020 года в рамках проведения местных выборов на Украине.
На выборах использовалась пропорциональная система, в которой кандидаты были закреплены за 84 избирательными округами. Для прохождения в раду партия должна была получить не меньше 5 % голосов.